# Шокша (Карелия)
Шо́кша (вепс. Šokš, карел. Šokšu) — старинное вепсское село в Прионежском районе Республики Карелия. Входит в состав Шокшинского вепсского сельского поселения.

## Общие сведения
Село расположено на автодороге Р19 Ошта — Петрозаводск. Через село протекает одноимённая речка Шокша.

## История
Впервые село упоминается в «Писцовой книге Обонежской пятины» в 1563 году.
В 1842 году на средства купца 1-й гильдии, уроженца Шокши — Марка Пименова в селе был построен каменный храм во имя Николая Чудотворца. В последующие годы Марк Пименов жертвовал средства на утварь, иконы, облачение. В 1849 году на средства младшего брата Марка Пименова — купца 3-й гильдии Назария Пименова к храму была пристроена каменная колокольня.
5 июня 1940 года постановлением Карельского ЦИК в Шокше были закрыты две церкви.
В селе сохраняется памятник истории — братская могила советских воинов, погибших в годы Советско-финской войны (1941—1944).
В селе находится полуразрушенная церковь Покрова Пресвятой Богородицы (1856).
До 2004 года село входило в состав ныне упразднённой Вепсской национальной волости.

## Шокшинский малиновый кварцит
Шокшинский малиновый кварцит («шокшинский порфир») использован в отделке значительного числа памятников всемирного значения: саркофага Наполеона Бонапарта, Мавзолея В. И. Ленина, Могилы Неизвестного солдата у Кремлёвской стены, во фризе Михайловского замка, плинтусах, карнизах и в некоторых других деталях интерьера Исаакиевского собора, в пьедестале памятника Николаю I на Исаакиевской площади в Санкт-Петербурге. Добыча кварцита ведётся в посёлке Кварцитный в окрестностях Шокши.

## Памятники природы
В 11 км на юго-запад от посёлка расположен государственный региональный болотный памятник природы — Болото у озера Ржаное площадью 30,0 га, ягодник клюквы
В 10 км на юго-запад от посёлка расположен государственный региональный болотный памятник природы — Болото Сельга площадью 134,0 га, ягодник клюквы и морошки, токовище боровых птиц.
В 11,5 км на юго-запад от посёлка расположен государственный региональный болотный памятник природы — Болото Верховое площадью 65,6 га, ягодник морошки.

## Население
| 2002 | 2009 | 2010 | 2013 |
| ---- | ---- | ---- | ---- |
| 236  | ↘167 | →167 | ↗168 |

## Известные уроженцы
- Иона Яшезерский — основатель Ионо-Яшезерского монастыря.
- М. П. Пименов (1799—1865) — купец, меценат, городской голова Петрозаводска.
- Е. Г. Пименов (1828—1873) — купец, меценат, городской голова Петрозаводска.
- Раиса Лардот (род. 1938) — финская писательница.